# KkStB 760
Die Dampflokomotivreihe kkStB 760 war eine Güterzug- und Personenzug-Schlepptenderlokomotivreihe der kkStB, die ursprünglich der Staats-Eisenbahn-Gesellschaft (StEG) gehörten und von dort übernommen wurden.
Die StEG startete um 1900 mehrere Versuche an 1C-Lokomotiven, die sowohl für den Güterzug- als auch für den Personenzugdienst geeignet sein sollten. Die danach von 1906 bis 1909 gefertigten Heißdampfmaschinen von der Lokomotivfabrik der StEG wurden als Reihe 38.0 mit den Nummern 38.01 bis 38.43 gekennzeichnet und nach der 1909 erfolgten Verstaatlichung und Übernahme durch die k.k. österreichische Staatsbahnen als Reihe 760 umgezeichnet.
Nach dem Ersten Weltkrieg wurde die Reihe zur Gänze der ČSD zugeteilt, die sie als 344.1 bezeichnete und bis in die 1960er Jahre im Einsatz hatte.